# Whisky Creek Cabin

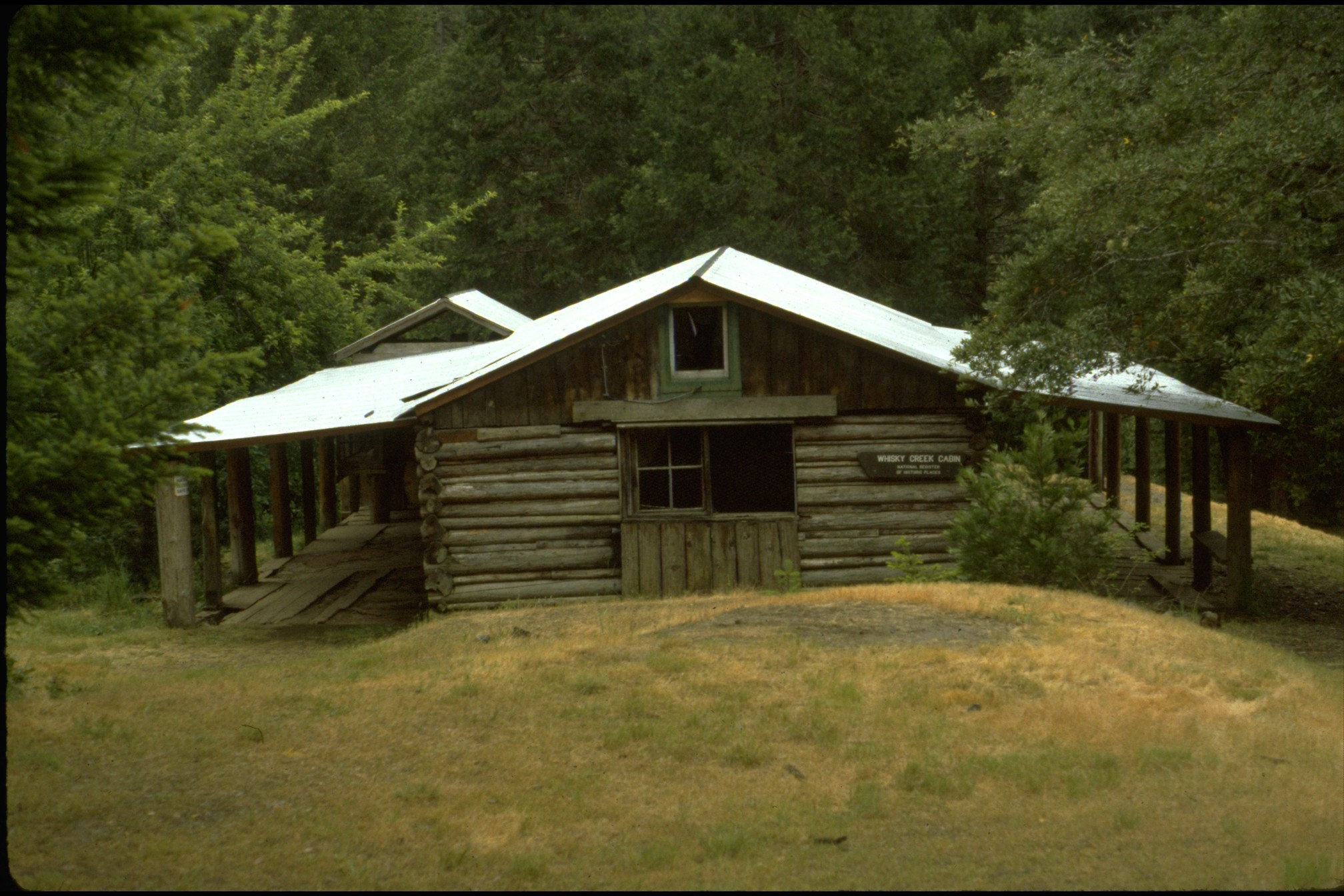
Die Hütte liegt im Rogue River-Siskiyou National Forest.

Whisky Creek Cabin ist eine rustikale Blockhütte im Südwesten von Oregon in den Vereinigten Staaten. Sie liegt am Whisky Creek, einem nördlichen Nebenfluss zum Rogue River in dem Abschnitt, in dem der Fluss National Wild and Scenic River ausgewiesen ist. Das Gebäude ist die älteste noch existierende Hütte aus der Bergbauzeit im Tal des Flusses. Das Bureau of Land Management kaufte die Hütte und das umliegende Gelände 1973. Die Whisky Creek Cabin wurde 1975 in das National Register of Historic Places aufgenommen.

## Geschichte
Die Blockhütte wurde um 1880 von einem unbekannten Bergarbeiter erbaut. Das ursprüngliche Bauwerk war sehr einfach und bestand aus vier Wänden, einem Boden aus festgestampfter Erde und einem hölzernen Dach. Ein Wassergraben wurde um 1890 in der Nähe gebaut, um der Goldwäsche am Whisky Creek zu dienen. Dieser Graben beginnt ungefähr 1500 Meter weiter flussaufwärts und mündete hinter dem Werkzeugschuppen, 1905 wurde der Graben verlängert bis etwa 15 Meter vor der Mündung des Creeks. Dieser Graben versorgte die Hütte auch mit Trinkwasser.
Das erste eingetragene Schürfrecht am Whisky Creek wurde 1917 von einem P.H Rushmore angemeldet. Rushmore verkaufte sein Recht ein Jahr später an Cy Whiteneck, der hier die nächsten dreißig Jahre verbrachte. Er verbesserte die Hütte durch das Hinzufügen eines hölzernen Fußbodens und eines zweiten Raumes. Whiteneck errichtete auch verschiedene Schuppen in der Nähe. Über die Jahre hinweg wusch Whiteneck zwar Gold aus dem Creek, wurde aber nicht reich.
Whiteneck verkaufte seinen Besitz 1948 an L. M. Nichols und dessen Frau. Nichols stellte später Lou Martin als Verwalter des Besitzers an. Dieser fuhr während der sechzehn Jahre, in denen er hier lebte, mit der Suche nach Gold im Creek fort. Auch er verbesserte die Hütte. Er baute die durch Sonnenenergie geheizte Dusche und die größere begehbare Speisekammer neben der Hütte. Er konstruierte auch eine Materialseilbahn, um Feuerholz über den Bach zu befördern. Dazu legte er ein rund 145 Meter langes Halbzoll-Stahlseil über den Fluss und spannte es mit einem System aus handbetriebenen Winden und Hebeln. Martin blieb auf dem Posten des Verwalters, bis der Besitz 1973 an das Bureau of Land Management verkauft wurde. Das Bureau of Land Management stellte 1973 Informationstafeln auf und ermöglichte die Besichtigung der Hütte. Aufgrund der Bedeutung der Stätte als älteste noch bestehende Hütte bezüglich des Bergbaus am Rogue River Canyon wurde die Whisky Creek Cabin am 5. September 1975 in das National Register of Historic Places aufgenommen. Außer der Hütte befindet sich auf dem 20 Acre (rund 80 Ar) großen Gelände noch ein weiteres beitragendes Bauwerk.

## Bauwerk

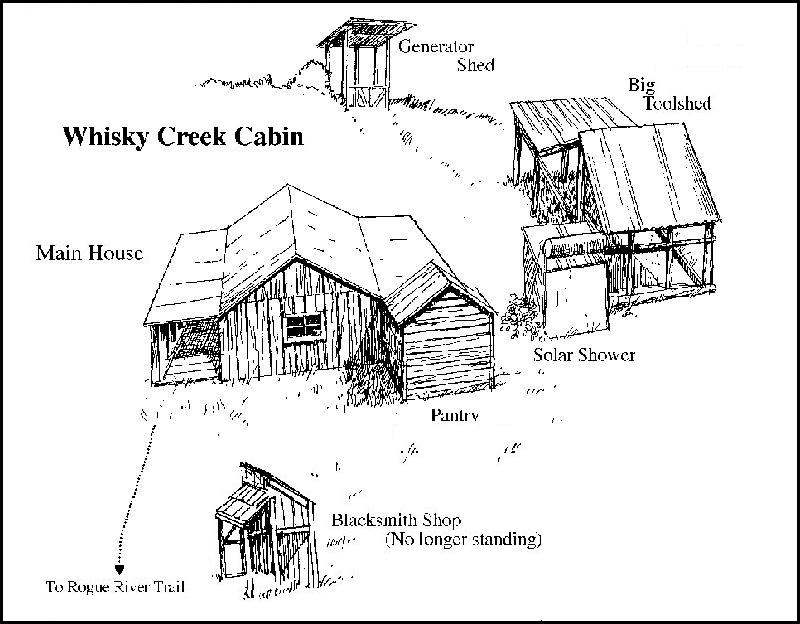
Lageplan der Whisky Creek Cabin

Wegen ihrer isolierten Lage hat sich die Hütte seit 1973 wenig verändert, als der letzte Bewohner auszog. Es handelt sich um eine einstöckige Blockhütte mit zwei Räumen und angrenzender Speisekammer. Je eine Veranda läuft an Vorder- und Rückseite über die vollständige Länge des Gebäudes. Sie werden durch Holzstämme getragen. Der Boden der Hütte besteht aus Tannenholzplanken und das Dach ist mit galvanisierten Wellblech gedeckt. Die Speisekammer hat doppelte Wände mit Sägemehl-Isolierung zwischen den inneren und äußeren Wänden.
Vor Ort existieren zwei Schuppen, ein großer Werkzeugschuppen steht direkt hinter der Hütte, ein weiterer Schuppen für einen Stromgenerator liegt eine kurze Strecke nördlich. Es gibt eine durch Sonneneinstrahlung geheizte Dusche, die vom letzten Bewohner der Hütte konstruiert wurde und sich zwischen dem Werkzeugschuppen und der Hütte selbst befindet.

## Lage

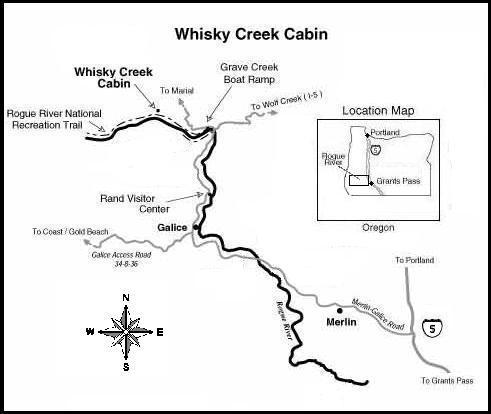
Historic Whisky Creek Cabin am Rogue River

Die Whisky Creek Cabin befindet sich im Rogue-River-Cañon im Süden Oregons und liegt etwa 195 m über dem Meeresspiegel. Sie liegt an einer einsamen Stelle am Flusslauf und ist vom Rogue River-Siskiyou National Forest umgeben.
Die Hütte kann nur durch eine Fahrt auf dem Fluss oder durch eine Wanderung auf dem Pfad in dessen Tal erreicht werden. Der Ausgangspunkt ist Grave Creek, etwa sechs Kilometer westlich der historischen Rand Ranger Station. Von dort aus sind es etwa fünf Kilometer zur Hütte am Whisky Creek, die rund 400 Meter oberhalb dessen Mündung in den Rogue River steht. Die Stätte, an der sich die Hütte befindet, ist ein beliebter Rastpunkt für Wanderer und Leute, die sich den Fluss hinunter treiben lassen, weswegen es an der Mündung des Whisky Creeks einen einfachen Campingplatz gibt.